# Абдулрахман Гарееб
Абдулрахман Абдула Гарееб (на арабски: عبد الرحمن عبد الله غريب) е саудитски футболист, играещ като полузащитник за саудитски Ал-Насър и националния отбор на Саудитска Арабия. Участник в Купата на Азия 2023 където бележи първия гол срещу Оман при победата с 2:1). 

## Успехи
Ал-Насър (Рияд)
- Арабска лига на шампионите
  -  Шампион (1): 2023